# GovSat 1/SES-16
O GovSat 1/SES-16 é um satélite de comunicação geoestacionário que foi construído pela Orbital ATK. Ele está localizado na posição orbital de 21 graus de longitude leste e é operado pela LuxGovSat em parceria com a SES. O satélite foi baseado na plataforma GEOStar-3 e sua expectativa de vida útil é de 15 anos.

## História
Este satélite de comunicação, foi ordenada a fabricante de satélites Orbital ATK, Inc pela LuxGovSat, uma joint venture entre a SES e o governo de Luxemburgo.
O GovSat 1/SES-16 é um satélite multi-missão que usa frequências dedicadas a serviços militares (banda X e banda Ka militar) para fornecer feixes de alta potência e totalmente direcionáveis local para múltiplas missões específicas do governo. O satélite cobre a Europa, o Oriente Médio e a África. O governo luxemburguês está pré-comprometido com uma quantidade significativa de capacidade no novo satélite em apoio das suas obrigações decorrentes da OTAN; a capacidade remanescente será disponibilizada para clientes governamentais e institucionais.

## Lançamento
O satélite foi lançado com sucesso ao espaço em 31 de janeiro de 2018, às 21:25 UTC, por meio de um veículo Falcon 9 Full Thrust a partir da Estação da Força Aérea de Cabo Canaveral, na Flórida, EUA. Ele tinha uma massa de lançamento de 4230 kg.

## Capacidade e cobertura
O GovSat 1/SES-16 está equipado com transponders em banda X e transponders militares de banda Ka para prestar serviços de telecomunicações para a Europa, o Oriente Médio e a África.